# Nieuport Ni.161
Die Nieuport Ni.161 (auch: Loire-Nieuport LN.161) war ein französisches Jagdflugzeug aus den 1930er-Jahren. Der Jagdeinsitzer startete im Jahre 1935 zum Erstflug und entsprach mit einem Hispano-Suiza-12-Zylinder-V-Motor dem damaligen Trend zum modernen Jagdtiefdecker.

## Entwicklung
Im Jahre 1934 schrieb das französische Luftfahrtministerium eine Spezifikation für einen modernen Jäger aus. Daraufhin wurden die Bloch MB.150, die Dewoitine D.513, die Loire 250, die Morane-Saulnier MS.405 und die Nieuport 160 mit einem 690-PS-Motor  Hispano-Suiza 12Xcrs entwickelt. Die anfangs verwendete Zweiblatt-Holzluftschraube der Ni.160.01 wurde später durch eine Dreiblätterige aus Metall ersetzt. Nach dem Erstflug am 5. Oktober 1935 erhielt das Flugzeug ein stärkeres Triebwerk Hispano-Suiza 12 Ycrs mit 800 PS, eine geänderte Kabine sowie Leitwerk und setzte die Erprobung als Ni.161.01 im April 1936 fort, verunfallte allerdings schon im September. Ursprünglich sollte der Prototyp im gleichen Jahr auf dem Pariser Aérosalon ausgestellt werden; nach dessen Zerstörung musste deshalb auf eine 1:1-Holzattrappe ausgewichen werden. Ein zweites Exemplar absolvierte im Oktober des Jahres den Erstflug und erreichte bei der Erprobung mit 478 km/h die höchste Geschwindigkeit aller Bewerber für die eingangs genannte Ausschreibung. Im März 1938 wurde ein dritter Prototyp vollendet, der eine verstellbare Luftschraube erhielt.
Nach den Testflügen entschied man sich jedoch für den Entwurf von Morane-Saulnier und so blieb es bei lediglich drei gebauten Prototypen der Nieuport Ni.161. Der Bau eines vierte Exemplars wurde abgebrochen.

## Technische Daten
| Kenngröße             | Daten                                                                        |
| --------------------- | ---------------------------------------------------------------------------- |
| Besatzung             | 1 Pilot                                                                      |
| Länge                 | 9,56 m                                                                       |
| Höhe                  | 2,95 m                                                                       |
| Flügelspannweite      | 11,00 m                                                                      |
| Tragflügelfläche      | 15,00 m²                                                                     |
| Leermasse             | 1748 kg                                                                      |
| max. Startmasse       | 2278 kg                                                                      |
| Antrieb               | 1 × Hispano-Suiza 12Xcrs mit 690 PS (507 kW) oder 12Ycrs mit 860 PS (633 kW) |
| Höchstgeschwindigkeit | 440 km/h in 4000 m Höhe (mit 12Xcrs) 478 km/h in 4000 m Höhe (mit 12 Ycrs)   |
| Bewaffnung            | eine 20-mm-Kanone und zwei 7,5-mm-MG                                         |